# وبصة
الوَبْصَةأو الفوسفين (بالإنجليزية: Phosphene)‏، هي ظاهرة تحدث داخل العين يحدث بها إحساس إبصاري موضوعي بإثارة الشبكية والعين مغلقة. وتتمثل بظهور نقاط أضواء وهمية ونقاط على شكل نجوم صغيرة عند فرك العين أو الضغط عليها. كلمة فوسفين مُستمدة من اليونانية حيث أن Phos معناها «ضوء» وphainein معناها «الإظهار». تحدث الوبصة بسبب تحفيز الخلايا والعمليات الميكانيكية والكهربائية والسوائل بسبب فرك العين مما ينتج عنه ظهور نقاط وومضات ضوئية. بعد أن يتم تحفيز خلايا شبكية العين يرسل الدماغ إشارات خاطئة تدع الشخص يظن أنه ُيُشاهد ضوءً. فالضغط على العينين يُنشط خلايا الشبكية بطريقة مشابهة لردة فعلها لو سقط عليها ضوء، ما يجعل العملية تحصل داخل العين لجزء بسيط من الزمن قد يكون ثانية أو عدة ثواني.
من المُمكن أن تسبب حبوب الهلوسة والمخدرات ظاهرة الوبصات بشكلٍ مُتكرر دون الضغط على العينين. كما أن تلقي الضربات المُفاجئة على العين أو الرأس يُحفز ظاهرة الوبصات لفترة أطول من المًعتاد قد تمتد لدقائق وأحياناً تطول لساعات.

## الأسباب

### التحفيز الميكانيكي
الوبصة الأكثر شيوعاً هي وبصة الضغط، والتي تحدث نتيجة عن فرك أو الضغط على العين المُغلقة أو بالقرب منها. كانت معروفة منذ العصور القديمة، ووصفها اليونانيون سابقاً. الضغط يحفز خلايا شبكية العين. وتشمل آثارها سواد المجال البصري الذي يتحرك ضد الفرك، وهو التصحيح الملون الذي ينتشر ويتحرك أيضاً ضد الفرك، وعلامات ضوئية متناثرة ومتغيرة باستمرار مع بقع الداكنة في بعض الأحيان، وحقل متفرق من النقاط الزرقاء المكثفة مع الضوء. وبصة الضغط يمكن أن تستمر لفترة وجيزة بعد توقف فرك العين وفتحها.
وهناك وبصة أخرى شائعة وهي وبصة النجوم، الذي يُسببها كلاً من العطس، والضحك، والسعال الثقيل والعميق، والتهاب الأنف، وضربة على الرأس أو انخفاض ضغط الدم (مثل الوقوف بسرعة كبيرة جداً أو قبل الإغماء). فمن الممكن أن تنطوي على بعض التحفيز الميكانيكي للشبكية، ولكنها قد تنطوي أيضاً التمثيل الغذائي (مثل من انخفاض الأوكسجين أو نقص الجلوكوز) تحفيز الخلايا العصبية من القشرة البصرية أو أجزاء أخرى من النظام البصري.
والأقل شيوعا من الوبصات، هو الوبصات الناجمة عن بعض أمراض الشبكية والأعصاب، مثل التصلب المتعدد. فالقوائم الطبية الوطنية البريطانية تسرد الوبصات كآثار جانبية عرضية لدواء واحد على الأقل مضاد للهجين.

### التحفيز الكهربائي
الوبصات ممكن أن تحدث من خلال التحفيز الكهربائي للدماغ، التي ذكرها المُتخصص بطب الأعصاب أوتفريد فويرستر في العام 1929. ويكون ذلك بمرور نبضات صغيرة كهربائية لخلق الوبصة. هذه الوبصات تكون نقاط، وبقع، وجوانب عديمة اللون أو ضوئية.

### أخرى
يُمكن أن تشمل الوبصات على أسباب أخرى، منها التحفيز المغناطيسي إذ أن تعرض الجمجمة للمجال المغناطيسي يُسبب تحفيز ظاهرة الوبصات، حيث أن هذه الحقول تصيب أجزاء مختلفة من الرأس لتحفيز الخلايا في أجزاء مختلفة من النظام البصري.
رواد الفضاء دائماً ما يكون مُعرضين للوبصات.